# Saison 3 de Dynastie (1981)
Chronologie
Saison 2 Saison 4
Cet article présente le guide des épisodes de la troisième saison de la série télévisée américaine Dynastie.

## Distribution

### Acteurs principaux
- John Forsythe (VF : Jean-Claude Michel) : Blake Carrington
- Linda Evans (VF : Annie Sinigalia) : Krystle Carrington
- Pamela Sue Martin (VF : Catherine Lafond) : Fallon Carrington Colby
- Pamela Bellwood (VF : Joëlle Fossier) : Claudia Blaisdel (épisodes 1 à 3, puis 22)
- John James (VF : Yves-Marie Maurin) : Jeff Colby
- Lloyd Bochner (VF : Pierre Trabaud) : Cecil Colby (épisodes 1 à 3)
- Gordon Thomson (en) (VF : Patrick Poivey) : Adam Carrington
- Kathleen Beller : Kirby Anders Colby (épisodes 7 à 24)
- Geoffrey Scott (acteur) (en) : Mark Jennings (épisodes 6 à 24)
- Heather Locklear (VF : Séverine Morisot) : Sammy Jo Carrington (épisodes 12, 13 et 20)
- Jack Coleman (VF : François Leccia) : Steven Carrington (épisodes 9, 13, 14, puis 16 à 24)
- Lee Bergere : Joseph Anders (n'apparaît pas dans les épisodes 5 et 21)
- Joan Collins (VF : Michèle Bardollet) : Alexis Carrington Colby

### Acteurs invités
- Peter Mark Richman : Andrew Laird (épisodes 17 et 24)
- Grant Goodeve : Chris Deegan (épisodes 21, 23 et 24)
- Christine Belford : Susan (épisodes 1 et 3)

## Épisodes

### Épisode 1:La Maladie
- États-Unis : 27 octobre 1982
- Québec : 23 septembre 1985 sur TVA

- Arlen Dean Snyder (Lieutenant Cobb)
- John Carter (Dr Osgood)
- Tim O'Connor (Thomas Crayord)
- Christine Belford (Susan)
- Robert Symonds (Dr Edwards)
- Lurene Tuttle (Kate Torrance)
- Don Dubbins (Dr Louden)

### Épisode 2:Le Toit
- États-Unis : 3 novembre 1982
- Québec : 30 septembre 1985

- James Wainwright (Capitaine Lockwood)
- Kabir Bedi (Farouk Ahmed)
- R. G. Armstrong (Alfred Grimes)
- Joanne Linville (Claire Maynard)
- Christine Belford (Susan)
- Robert Symonds (Dr Edwards)
- Lurene Tuttle (Kate Torrance)
- Connie Sawyer (gérante d'appartements)

### Épisode 3:Les Grands Serments
- États-Unis : 10 novembre 1982
- Québec : 7 octobre 1985

- R. G. Armstrong (Alfred Grimes)
- John Larch (Gerald Wilson)
- Christine Belford (Susan)
- Don Dubbins (Dr Louden)
- Virginia Hawkins (Jeannette Robins)

### Épisode 4:Le Testament
- États-Unis : 17 novembre 1982
- Québec : 14 octobre 1985

- Simon McCorkindale (Billy Dawson)
- Bettye Ackerman (Katherine)
- John Larch (Gerald Wilson)

### Épisode 5:L'Enquête
- États-Unis : 24 novembre 1982
- Québec : 21 octobre 1985

- Hank Brandt (Morgan Hess)
- Robert Symonds (Dr Edwards)

### Épisode 6:Mark
- États-Unis : 1er décembre 1982
- Québec : 28 octobre 1985

- John Larch (Gerald Wilson)

### Épisode 7:Kirby
- États-Unis : 8 décembre 1982
- Québec : 18 novembre 1985

- Paul Burke (Neal McVane)
- Bettye Ackerman (Katherine)
- Virginia Hawkins (Jeannette Robins)
- Sally Kemp (Marcia)

### Épisode 8:Pile ou Face
- États-Unis : 15 décembre 1982
- Québec : 25 novembre 1985

- Paul Burke (Neal McVane)
- France Benard (Comte Pierre de Challonges)

### Épisode 9:Acapulco
- États-Unis : 22 décembre 1982
- Québec : 3 décembre 1985

- Paul Burke (Neal McVane)
- Jack Coleman (Steven Carrington)
- Joey Aresco (Ben Reynolds)
- Henry Darrow (Ramon)

### Épisode 10:Une vieille histoire
- États-Unis : 29 décembre 1982
- Québec : 9 décembre 1985

- Matt Clark (Frank Dean)
- John Crawford (Dan Cassidy)
- Virginia Hawkins (Jeannette Robins)

### Épisode 11:Les Recherches
- États-Unis : 5 janvier 1983
- Québec : 16 décembre 1985

- Paul Shenar (Jason Dehner)
- John Crawford (Dan Cassidy)

### Épisode 12:Samantha
- États-Unis : 12 janvier 1983
- Québec : 23 décembre 1985

- Paul Shenar (Jason Dehner)
- Gary Hudson (le pompiste)

### Épisode 13:Danny
- États-Unis : 19 janvier 1983
- Québec : 30 décembre 1985

Alf Kjellin
- Jack Coleman (Steven Carrington)
- John Larch (Gerald Wilson)
- James Hong (Dr Chen Ling)
- Kieu Chinh (Sœur Agnes)

### Épisode 14:Folie
- États-Unis : 26 janvier 1983
- Québec : 6 janvier 1986

Irving J. Moore
- Jack Coleman (Steven Carrington)
- James Hong (Dr Chen Ling)
- Kieu Chinh (Sœur Agnes)
- Sally Kemp (Marcia)

### Épisode 15:Deux allers pour Haïti
- États-Unis : 2 février 1983
- Québec : 13 janvier 1986

Jerome Courtland

### Épisode 16:Le Miroir
- États-Unis : 16 février 1983
- Québec : 20 janvier 1986

Philip Leacock
- Jack Coleman (Steven Carrington)
- John Larch (Gerald Wilson)
- Robert Symonds (Dr Edwards)
- James Hong (Dr Chen Ling)
- Kieu Chinh (Sœur Agnes)
- Betty Harford (Hilda Gunnerson)

### Épisode 17:Chargez
- États-Unis : 23 février 1983
- Québec : 27 janvier 1986

Jerome Courtland
- Peter Mark Richman (Andrew Laird)
- Jack Coleman (Steven Carrington)
- John Crawford (Dan Cassidy)
- Edward Winter (Dr Curtis Robinson)
- James Hong (Dr Chen Ling)
- Kieu Chinh (Sœur Agnes)
- Sally Kemp (Marcia)

### Épisode 18:Rendez-vous à Singapour
- États-Unis : 2 mars 1983
- Québec : 3 février 1986

Gwen Arner
- Paul Burke (Neal McVane)
- John Crawford (Dan Cassidy)
- James Hong (Dr Chen Ling)
- Kieu Chinh (Sœur Agnes)
- Virginia Hawkins (Jeannette Robins)

### Épisode 19:Père et Fils
- États-Unis : 9 mars 1983
- Québec : 10 février 1986

Jerome Courtland
- Virginia Hawkins (Jeannette Robins)
- Betty Harford (Hilda Gunnerson)

### Épisode 20:La Jeune Mariée
- États-Unis : 16 mars 1983
- Québec : 17 février 1986

Philip Leacock
- David Hedison (Sam Dexter)
- John McCook (Fred)

### Épisode 21:Le Vote
- États-Unis : 23 mars 1983
- Québec : 24 février 1986

Glynn Turman
- David Hedison (Sam Dexter)
- Hank Brandt (Morgan Hess)
- Grant Goodeve (Chris Deegan)

### Épisode 22:Le Dîner
- États-Unis : 6 avril 1983
- Québec : 10 mars 1986

Philip Leacock
- Paul Burke (Neal McVane)
- Joanna Linville (Claire Maynard)
- Betty Harford (Hilda Gunnerson)

### Épisode 23:La Menace
- États-Unis : 13 avril 1983
- Québec : 17 mars 1986

Bob Sweeney
- Paul Burke (Neal McVane)
- Grant Goodeve (Chris Deegan)
- Janet Brandt (Mrs Gordon)
- Sally Kemp (Marcia)

### Épisode 24:Les Heures supplémentaires
- États-Unis : 20 avril 1983
- Québec : 24 mars 1986

Irving J. Moore
- Peter Mark Richman (Andrew Laird)
- Hank Brandt (Morgan Hess)
- Paul Burke (Neal McVane)
- Grant Goodeve (Chris Deegan)
- Edward Winter (Dr Curtis Robinson)
- Robert Symonds (Dr Edwards)
- Sally Kemp (Marcia)
- Don Eitner (Dr Richard Winfield)